# (5779) Schupmann
(5779) Schupmann ist ein Asteroid des Hauptgürtels, der am 23. Januar 1990 von den japanischen Astronomen Seiji Ueda und Hiroshi Kaneda an der Sternwarte von Kushiro (IAU-Code 399) im Osten der Insel Hokkaidō in Japan entdeckt wurde.
Der Asteroid ist Mitglied der Eos-Familie,  einer Gruppe von Asteroiden, welche typischerweise große Halbachsen von 2,95 bis 3,1 AE aufweisen, nach innen begrenzt von der Kirkwoodlücke der 7:3-Resonanz mit Jupiter. Die Gruppe ist nach dem Asteroiden (221) Eos benannt. Es wird vermutet, dass die Familie vor mehr als einer Milliarde Jahren durch eine Kollision entstanden ist.
Der Himmelskörper wurde nach dem deutschen Architekten und Hochschullehrer Ludwig Schupmann (1851–1920) benannt, der sich außerhalb seiner beruflichen Tätigkeit als Konstrukteur von Teleskopen hervortat und durch das von ihm konstruierte Schupmann-Medial-Fernrohr bekannt wurde.